# Głodna Woda
Głodna Woda (też: Głodowa Woda, Głodne Źródło) – najwyżej położone stałe źródło w masywie Babiej Góry w Paśmie Babiogórskim w Beskidzie Żywiecko-Orawskim (w regionalizacji słowackiej Oravské Beskydy).
Znajduje się na południowych stokach Babiej Góry, około 100 m poniżej jej szczytowego wzniesienia – Diablaka. Wypływa na zboczu niewielkiej niszy osuwiskowej, odwadniając stosunkowo niewielki obszar skalnego wierzchołka góry. Zasilają je wody, krążące głęboko w spękanych warstwach piaskowca magurskiego, dlatego cechuje je stała przez cały rok temperatura (2–3 °C) i w miarę stała wydajność 1–5 l/s.
Głodna Woda jest najwydatniejszym źródłem skalnym na Babiej Górze, a przy tym nie zanika nawet późną zimą. Dlatego w jego sąsiedztwie Beskidenverein wybudował w 1905 schronisko turystyczne na Babiej Górze (doprowadzając wodę do schroniska wodociągiem grawitacyjnym).